# William Cameron Sproul

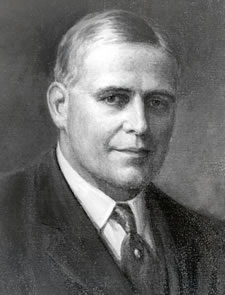
William Cameron Sproul

William Cameron Sproul (* 16. September 1870 im Colerain Township, Lancaster County, Pennsylvania; † 21. März 1928) war ein US-amerikanischer Politiker und von 1919 bis 1923 der 28. Gouverneur des Bundesstaates Pennsylvania.

## Frühe Jahre und politischer Aufstieg
William Sproul besuchte die Chester High School und das Swarthmore College. Nach der Schule wurde er auf verschiedenen Gebieten tätig. Er erwarb die Zeitung „Chester Times“ und später den ebenfalls in Chester erscheinenden „Morning Republican“. Beide Zeitungen wurden von ihm herausgegeben. Sproul stieg aber auch in das Eisenbahn- und Bankgeschäft ein und war im Schiffbau sowie der Eisenindustrie tätig. Aufgrund seiner geschäftlichen Aktivitäten stieg er im Lauf der Zeit zum Millionär auf.
Zwischen 1896 und 1918 war der Republikaner Sproul Mitglied des Senats von Pennsylvania. In dieser Zeit fungierte er zweimal als Präsident des Hauses. Im Senat unterstützte er den Ausbau der Straßen. In dieser Zeit war er auch Vorsitzender der historischen Kommission von Pennsylvania und Präsident der Union League von Philadelphia. Im Jahr 1918 wurde er nach 22 Jahren im Staatssenat zum neuen Gouverneur gewählt.

## Gouverneur von Pennsylvania
William Sproul trat sein neues Amt am 21. Januar 1919 an. Seine erste Aufgabe war es, die Folgen des Ersten Weltkriegs zu überwinden. Die Produktion in Pennsylvania musste wieder auf den zivilen Bedarf zurückgefahren werden. Die heimkehrenden Soldaten wurden wieder in die Gesellschaft eingegliedert. Die Verwundeten und Kriegsinvaliden mussten ebenso versorgt werden wie die Hinterbliebenen der im Krieg gefallenen Soldaten. In Pennsylvania wurden in Sprouls Amtszeit die Straßen im großen Stil ausgebaut, um dem aufkommenden Verkehr gerecht zu werden. Ein anderes Projekt war die Wiederaufforstung der in den Jahrzehnten zuvor für den Industriebedarf abgeholzten Wälder. Mit diesem Projekt wurde Gifford Pinchot betraut, der später Sprouls Nachfolger als Gouverneur werden sollte. Auch das Bildungswesen wurde von Sproul gefördert. Die Verwaltung wurde reformiert und ein neues Wohlfahrtsministerium (Public Welfare Department) wurde gegründet.
In den Jahren 1919 und 1922 musste sich der Gouverneur mit Arbeitskämpfen der Stahlarbeiter bzw. der Bergleute auseinandersetzen. In beiden Fällen entsandte er die Nationalgarde zur Wiederherstellung der Ordnung. Allerdings trug er mit der Einsetzung von Verhandlungskommissionen zur Lösung der Konflikte bei. Zwischen 1919 und 1922 war Sproul der erste Gouverneur von Pennsylvania, der Vorsitzender der National Governors Association wurde. Im Jahr 1920 wurde ihm von seiner Partei die Nominierung für die amerikanische Vizepräsidentschaft an der Seite von Warren G. Harding angeboten. Sproul lehnte aber ab.
Nach dem Ende seiner Amtszeit widmete sich Sproul wieder seinen geschäftlichen Interessen. Er war Mitglied einer philosophischen Gesellschaft und kümmerte sich um humanitäre Angelegenheiten. Er starb im März 1928. William Sproul war mit Emeline Roach verheiratet, mit der er zwei Kinder hatte.